# Karolina Lassbo
Karolina Charlotte Lassbo, född 31 mars 1980, är en svensk jurist och internetpersonlighet.
Lassbo är uppvuxen utanför Falun. År 1999 började Lassbo studera psykologi vid Högskolan Dalarna i Borlänge, men flyttade år 2002 till Uppsala för att studera på juristprogrammet vid Uppsala universitet.
Hon blev känd genom sin blogg "En glamourprinsessas dagbok" som startades i augusti 2005 och som fick väldigt många besökare redan från början, kanske främst genom länkar från andra bloggar och intensiv mediaexponering. Mediaexponeringen handlade till en början om att Lassbo var en av de första som drev sin blogg som näringsverksamhet och kunde leva på inkomsterna från bloggen. Inkomsterna kom av annonspublicering på bloggen, både från s.k. affiliate-nätverk och egen bannerförsäljning. Lassbo fick utmärkelsen "Årets Bloggare" i december 2006 av teknik- och affärstidningen Computer Sweden. Karriärtidningen Att:ention och Expressen utsåg henne hösten 2006 till en av de 15 som utgör Sveriges mediemaktelit. Tidningen Veckans Affärer listade henne som en av Sveriges supertalanger (plats 22).
Lassbo deltog 2006 i tävlingen Fröken Sverige. Under våren 2006 var Lassbo krönikör i VeckoRevyn, på tidningens karriärsidor om jobb och utbildning. Lassbo har även skrivit debattartiklar i Expressen och på debattsiten Newsmill.
Lassbo avlade juristexamen 2007 vid Uppsala universitet. Våren samma år rekryterades hon av tidningen Metro för att starta Metrobloggen. I september 2007 slutade Lassbo på Metrobloggen för att börja arbeta som affärsjurist på Advokatfirman Cederquist i Stockholm. Därefter arbetade Lassbo som jurist på Svenska Förläggareföreningen. År 2009 är Lassbo jurist vid J.C.A. Skarp Advokatbyrå och arbetar främst med immaterialrätt, medie- och underhållningsjuridik samt IT-rätt.
Under presidentvalet i USA 2008 bloggade Lassbo på Newsmill. När presidentvalet var över började Lassbo blogga för Aftonbladet, för att därefter gå tillbaka till sin ursprungliga blogg på egen domän.
Under hösten 2009 var Lassbo en av deltagarna i dejtingshowen "Dagens Man" som leddes av Carolina Gynning på TV4 Plus.

## Nuvarande blogg
- Karolina Lassbos ursprungliga och nuvarande blogg
- Karolina Lassbos nedlagda blogg på Aftonbladet